# Bob-Weltcup 2007/08
Der Bob-Weltcup 2007/08 begann am 26. November 2007 im kanadischen Calgary und endete am 10. Februar 2008 in Winterberg. Der Höhepunkt der Saison war die 58. Bob-Weltmeisterschaft vom 11. bis 24. Februar 2008 in Altenberg.
Die Saison wurde an acht Weltcupstationen ausgetragen.

## Weltcupkalender
| #  | Datum                           | Land               | Ort               | Wettkampfstätte                         | 2er F | 2er M | 4er |
| -- | ------------------------------- | ------------------ | ----------------- | --------------------------------------- | ----- | ----- | --- |
| 1  | 26. November – 1. Dezember 2007 | Kanada             | Calgary           | Calgary’s WinSport Bobsleigh/Luge Track | ●     | ●     | ●   |
| 2  | 3.–8. Dezember 2007             | Vereinigte Staaten | Park City         | Utah Olympic Park Track                 | ●     | ●     | ●   |
| 3  | 10.–16. Dezember 2007           | Vereinigte Staaten | Lake Placid       | Olympia-Bobbahn Mount Van Hoevenberg    | ●     | ●     | ●   |
| 4  | 7.–13. Januar 2008              | Italien            | Cortina d’Ampezzo | Pista olimpica Eugenio Monti            | ●     |       | ●   |
| 5  | 14.–20. Januar 2008             | Italien            | Cesana Torinese 1 | Cesana Pariol                           | ●     | ●●    | ●   |
| 6  | 21.–27. Januar 2008             | Schweiz            | St. Moritz        | Olympia Bob Run St. Moritz–Celerina     | ●     | ●     | ●   |
| 7  | 28. Januar–7. Februar 2008      | Deutschland        | Königssee         | Kunsteisbahn Königssee                  | ●     | ●     | ●   |
| 8  | 4.–10. Februar 2008             | Deutschland        | Winterberg        | Veltins-Eisarena                        | ●     | ●     | ●   |
| WM | 11.–24. Februar 2008            | Deutschland        | Altenberg         | Rennschlitten- und Bobbahn Altenberg    | ●     | ●     | ●   |

## Einzelergebnisse der Weltcupsaison 2007/08
| 1. Weltcup in Calgary, 26. November 2007 – 1. Dezember 2007 | 1. Weltcup in Calgary, 26. November 2007 – 1. Dezember 2007                    | 1. Weltcup in Calgary, 26. November 2007 – 1. Dezember 2007 | 1. Weltcup in Calgary, 26. November 2007 – 1. Dezember 2007      |
| ----------------------------------------------------------- | ------------------------------------------------------------------------------ | ----------------------------------------------------------- | ---------------------------------------------------------------- |
| Disziplin                                                   | Erster Platz                                                                   | Zweiter Platz                                               | Dritter Platz                                                    |
| Zweierbob Damen                                             | Helen Upperton Jennifer Ciochetti                                              | Cathleen Martini Janine Tischer                             | Sandra Kiriasis Berit Wiacker                                    |
| Zweierbob Herren                                            | André Lange Kevin Kuske                                                        | Steven Holcomb Curtis Tomasevicz                            | Wolfgang Stampfer Martin Lachkovics                              |
| Viererbob Herren                                            | Vereinigte StaatenSteven Holcomb Pavle Jovanovic Steve Mesler Brock Kreitzburg | DeutschlandAndré Lange René Hoppe Kevin Kuske Martin Putze  | KanadaPierre Lueders David Bissett Lascelles Brown Justin Kripps |

| 2. Weltcup in Park City, 3. Dezember 2007 – 8. Dezember 2007 | 2. Weltcup in Park City, 3. Dezember 2007 – 8. Dezember 2007                   | 2. Weltcup in Park City, 3. Dezember 2007 – 8. Dezember 2007 | 2. Weltcup in Park City, 3. Dezember 2007 – 8. Dezember 2007 |
| ------------------------------------------------------------ | ------------------------------------------------------------------------------ | ------------------------------------------------------------ | ------------------------------------------------------------ |
| Disziplin                                                    | Erster Platz                                                                   | Zweiter Platz                                                | Dritter Platz                                                |
| Zweierbob Damen                                              | Sandra Kiriasis Berit Wiacker                                                  | Cathleen Martini Janine Tischer                              | Shauna Rohbock Valerie Fleming                               |
| Zweierbob Herren                                             | Steven Holcomb Curtis Tomasevicz                                               | Thomas Florschütz Mirko Pätzold                              | Wolfgang Stampfer Johannes Wipplinger                        |
| Viererbob Herren                                             | Vereinigte StaatenSteven Holcomb Pavle Jovanovic Steve Mesler Brock Kreitzburg | DeutschlandAndré Lange René Hoppe Kevin Kuske Martin Putze   | KanadaPierre Lueders Ken Kotyk Lascelles Brown Justin Kripps |

| 3. Weltcup in Lake Placid, 10. Dezember 2007 – 16. Dezember 2007 | 3. Weltcup in Lake Placid, 10. Dezember 2007 – 16. Dezember 2007            | 3. Weltcup in Lake Placid, 10. Dezember 2007 – 16. Dezember 2007               | 3. Weltcup in Lake Placid, 10. Dezember 2007 – 16. Dezember 2007 |
| ---------------------------------------------------------------- | --------------------------------------------------------------------------- | ------------------------------------------------------------------------------ | ---------------------------------------------------------------- |
| Disziplin                                                        | Erster Platz                                                                | Zweiter Platz                                                                  | Dritter Platz                                                    |
| Zweierbob Damen                                                  | Sandra Kiriasis Romy Logsch                                                 | Helen Upperton Jennifer Ciochetti                                              | Kaillie Humphries Shelly-Ann Brown                               |
| Zweierbob Herren                                                 | Pierre Lueders Lascelles Brown                                              | André Lange Kevin Kuske                                                        | Steven Holcomb Curtis Tomasevicz                                 |
| Viererbob Herren                                                 | RusslandAlexander Subkow Alexei Seliwerstow Filipp Jegorow Alexei Andrjunin | Vereinigte StaatenSteven Holcomb Pavle Jovanovic Steve Mesler Brock Kreitzburg | KanadaPierre Lueders Ken Kotyk Lascelles Brown Justin Kripps     |

| 4. Weltcup in Cortina d’Ampezzo, 7. Januar 2008 – 13. Januar 2008 | 4. Weltcup in Cortina d’Ampezzo, 7. Januar 2008 – 13. Januar 2008 | 4. Weltcup in Cortina d’Ampezzo, 7. Januar 2008 – 13. Januar 2008              | 4. Weltcup in Cortina d’Ampezzo, 7. Januar 2008 – 13. Januar 2008 |
| ----------------------------------------------------------------- | ----------------------------------------------------------------- | ------------------------------------------------------------------------------ | ----------------------------------------------------------------- |
| Disziplin                                                         | Erster Platz                                                      | Zweiter Platz                                                                  | Dritter Platz                                                     |
| Zweierbob Damen                                                   | Sandra Kiriasis Romy Logsch                                       | Helen Upperton Heather Moyse                                                   | Cathleen Martini Janine Tischer                                   |
| Zweierbob Herren                                                  | Wegen Schneefalls abgebrochen. Ersatz in Cesana.                  | Wegen Schneefalls abgebrochen. Ersatz in Cesana.                               | Wegen Schneefalls abgebrochen. Ersatz in Cesana.                  |
| Viererbob Herren                                                  | KanadaPierre Lueders Ken Kotyk David Bissett Justin Kripps        | RusslandAlexander Subkow Filipp Jegorow Alexei Seliwerstow Jewgeni Petschonkin | SchweizIvo Rüegg Michael Lukas Roman Handschin Cédric Grand       |

| Ersatz-Weltcup in Cesana, 18. Januar 2008 | Ersatz-Weltcup in Cesana, 18. Januar 2008 | Ersatz-Weltcup in Cesana, 18. Januar 2008 | Ersatz-Weltcup in Cesana, 18. Januar 2008 |
| ----------------------------------------- | ----------------------------------------- | ----------------------------------------- | ----------------------------------------- |
| Disziplin                                 | Erster Platz                              | Zweiter Platz                             | Dritter Platz                             |
| Zweierbob Herren                          | Simone Bertazzo Samuele Romanini          | André Lange Martin Putze                  | Ivo Rüegg Roman Handschin                 |

| 5. Weltcup und Europameisterschaften in Cesana, 14. Januar 2008 – 20. Januar 2008 | 5. Weltcup und Europameisterschaften in Cesana, 14. Januar 2008 – 20. Januar 2008 | 5. Weltcup und Europameisterschaften in Cesana, 14. Januar 2008 – 20. Januar 2008 | 5. Weltcup und Europameisterschaften in Cesana, 14. Januar 2008 – 20. Januar 2008 |
| --------------------------------------------------------------------------------- | --------------------------------------------------------------------------------- | --------------------------------------------------------------------------------- | --------------------------------------------------------------------------------- |
| Disziplin                                                                         | Erster Platz                                                                      | Zweiter Platz                                                                     | Dritter Platz                                                                     |
| Zweierbob Damen                                                                   | Helen Upperton Jennifer Ciochetti                                                 | Shauna Rohbock Valerie Fleming                                                    | Sandra Kiriasis Berit Wiacker                                                     |
| Zweierbob Herren                                                                  | Alexander Subkow Alexei Wojewoda                                                  | André Lange Kevin Kuske                                                           | Simone Bertazzo Samuele Romanini                                                  |
| Viererbob Herren                                                                  | LettlandJānis Miņins Daumants Dreiškens Oskars Melbārdis Intars Dambis            | SchweizMartin Galliker Jürg Egger Olexander Streltsov Patrick Blöchliger          | DeutschlandAndré Lange René Hoppe Kevin Kuske Martin Putze                        |

| 6. Weltcup in St. Moritz, 21. Januar 2008 – 27. Januar 2008 | 6. Weltcup in St. Moritz, 21. Januar 2008 – 27. Januar 2008            | 6. Weltcup in St. Moritz, 21. Januar 2008 – 27. Januar 2008                     | 6. Weltcup in St. Moritz, 21. Januar 2008 – 27. Januar 2008 |
| ----------------------------------------------------------- | ---------------------------------------------------------------------- | ------------------------------------------------------------------------------- | ----------------------------------------------------------- |
| Disziplin                                                   | Erster Platz                                                           | Zweiter Platz                                                                   | Dritter Platz                                               |
| Zweierbob Damen                                             | Sandra Kiriasis Romy Logsch                                            | Cathleen Martini Janine Tischer                                                 | Helen Upperton Heather Moyse                                |
| Zweierbob Herren                                            | André Lange Martin Putze                                               | Ivo Rüegg Cédric Grand                                                          | Pierre Lueders Lascelles Brown                              |
| Viererbob Herren                                            | LettlandJānis Miņins Daumants Dreiškens Oskars Melbārdis Intars Dambis | RusslandAlexander Subkow Roman Oreschnikow Dmitri Trunenkow Dmitri Stjopuschkin | SchweizIvo Rüegg Tommy Herzog Roman Handschin Cédric Grand  |

| 7. Weltcup in Königssee, 28. Januar 2008 – 2. Februar 2008 | 7. Weltcup in Königssee, 28. Januar 2008 – 2. Februar 2008      | 7. Weltcup in Königssee, 28. Januar 2008 – 2. Februar 2008 | 7. Weltcup in Königssee, 28. Januar 2008 – 2. Februar 2008 |
| ---------------------------------------------------------- | --------------------------------------------------------------- | --- | ---------------------------------------------------------- |
| Disziplin                                                  | Erster Platz                                                    | Zweiter Platz | Dritter Platz                                              |
| Zweierbob Damen                                            | Cathleen Martini Janine Tischer                                 | Sandra Kiriasis Berit Wiacker | Claudia Schramm Nicole Herschmann                          |
| Zweierbob Herren                                           | Matthias Höpfner Alexander Mann                                 | André Lange Kevin Kuske | Pierre Lueders Lascelles Brown                             |
| Viererbob Herren                                           | DeutschlandAndré Lange René Hoppe Kevin Kuske Alexander Metzger | RusslandAlexander Subkow Roman Oreschnikow Dmitri Trunenkow Dmitri Stjopuschkin Vereinigte StaatenSteven Holcomb Pavle Jovanovic Steve Mesler Brock Kreitzburg |                                                            |

| 8. Weltcup in Winterberg, 4. Februar 2008 – 10. Februar 2008 | 8. Weltcup in Winterberg, 4. Februar 2008 – 10. Februar 2008 | 8. Weltcup in Winterberg, 4. Februar 2008 – 10. Februar 2008                     | 8. Weltcup in Winterberg, 4. Februar 2008 – 10. Februar 2008           |
| ------------------------------------------------------------ | ------------------------------------------------------------ | -------------------------------------------------------------------------------- | ---------------------------------------------------------------------- |
| Disziplin                                                    | Erster Platz                                                 | Zweiter Platz                                                                    | Dritter Platz                                                          |
| Zweierbob Damen                                              | Sandra Kiriasis Berit Wiacker                                | Cathleen Martini Janine Tischer                                                  | Shauna Rohbock Valerie Fleming                                         |
| Zweierbob Herren                                             | Alexander Subkow Alexei Wojewoda                             | Thomas Florschütz Enrico Kühn                                                    | Matthias Höpfner Alexander Mann                                        |
| Viererbob Herren                                             | DeutschlandAndré Lange René Hoppe Marc Kühne Martin Putze    | RusslandAlexander Subkow Alexei Andrjunin Alexander Uschakow Dmitri Stjopuschkin | LettlandJānis Miņins Daumants Dreiškens Oskars Melbārdis Intars Dambis |

## Gesamtstand und erreichte Platzierungen im Zweierbob der Frauen
| Rang | Bobpilotin           | Land                   | CAL | PAC | LAP | COR | CES | STM | KÖN | WIN | Punkte | ALT |
| ---- | -------------------- | ---------------------- | --- | --- | --- | --- | --- | --- | --- | --- | ------ | --- |
| 1.   | Sandra Kiriasis      | Deutschland            | 3   | 1   | 1   | 1   | 3   | 1   | 2   | 1   | 1735   | 1   |
| 2.   | Cathleen Martini     | Deutschland            | 2   | 2   | 4   | 3   | 4   | 2   | 1   | 2   | 1649   | 2   |
| 3.   | Helen Upperton       | Kanada                 | 1   | 4   | 2   | 2   | 1   | 3   | 4   | 5   | 1638   | 4   |
| 4.   | Shauna Rohbock       | Vereinigte Staaten     | 5   | 3   | 5   | 4   | 2   | 6   | 6   | 3   | 1522   | 9   |
| 5.   | Kaillie Humphries    | Kanada                 | 4   | 6   | 3   | 8   | 5   | 7   | 5   | 9   | 1416   | 5   |
| 6.   | Claudia Schramm      | Deutschland            | 6   | 7   | 8   | 5   | 8   | 10  | 3   | 4   | 1384   | 3   |
| 7.   | Nicola Minichiello   | Vereinigtes Königreich | 11  | 12  | 7   | 7   | 9   | 4   | 11  | 11  | 1216   | 6   |
| 8.   | Maya Bamert          | Schweiz                | 7   | 13  | 9   | 10  | 6   | 15  | 7   | 6   | 1208   | 8   |
| 9.   | Sabina Hafner        | Schweiz                | 10  | 10  | 12  | 9   | 10  | 11  | 9   | 10  | 1144   | 12  |
| 10.  | Jessica Gillarduzzi  | Italien                | 14  | 9   | 10  | 6   | 11  | 14  | 13  | 13  | 1072   | dns |
| 11.  | Erin Pac             | Vereinigte Staaten     | 8   | 5   | 6   | –   | 14  | 9   | 17  | 7   | 1040   | 7   |
| 12.  | Lisa Szabon          | Kanada                 | 12  | 8   | 13  | 12  | 13  | 13  | 15  | 8   | 1040   | 11  |
| 13.  | Wiktorija Tokowaja   | Russland               | 13  | 11  | 11  | dns | 7   | 5   | 8   | 14  | 1016   | 14  |
| 14.  | Jackie Davies        | Vereinigtes Königreich | 15  | 15  | 14  | 14  | 22  | 17  | 16  | 17  | 760    | dns |
| 15.  | Aiva Aparjode        | Lettland               | 16  | 14  | 15  | dsq | 18  | 22  | 19  | 16  | 618    | 21  |
| 16.  | Manami Hino          | Japan                  | 17  | 17  | 16  | –   | 20  | 19  | 20  | 18  | 562    | 17  |
| 17.  | Karin Olsson         | Schweden               | –   | –   | –   | 10  | 21  | 18  | 14  | 12  | 526    | 16  |
| 18.  | Esmé Kamphuis        | Niederlande            | –   | –   | –   | 13  | 15  | 16  | 12  | –   | 448    | 10  |
| 19.  | Jamia Jackson        | Vereinigte Staaten     | –   | –   | –   | –   | 12  | 8   | 10  | –   | 432    | 13  |
| 20.  | Christine Müssiggang | Österreich             | –   | –   | –   | 15  | 19  | 21  | 18  | –   | 320    | –   |
| 21.  | Isabel Baumann       | Schweiz                | –   | –   | –   | –   | –   | 12  | 23  | 15  | 282    | –   |
| 22.  | Alewtina Kowalenko   | Russland               | 9   | 16  | dns | –   | –   | –   | –   |     | 248    | –   |
| 23.  | Dana Ungureanu       | Rumänien               | –   | –   | –   | –   | –   | 20  | 21  | 19  | 204    | 20  |
| 24.  | Francesca Iossi      | Italien                | –   | –   | –   | –   | 17  | –   | 22  | –   | 144    | –   |
| 25.  | Anastassija Skulkina | Russland               | –   | –   | –   | –   | 16  | –   | –   | –   | 96     | 19  |

## Gesamtstand und erreichte Platzierungen im Zweierbob der Männer
| Rang | Bobpilot           | Land                   | CAL | PAC | LAP | CES | CES | STM | KÖN | WIN | Punkte | ALT |
| ---- | ------------------ | ---------------------- | --- | --- | --- | --- | --- | --- | --- | --- | ------ | --- |
| 1.   | André Lange        | Deutschland            | 1   | 4   | 2   | 2   | 2   | 1   | 2   | 9   | 1634   | 1   |
| 2.   | Ivo Rüegg          | Schweiz                | 6   | 9   | 7   | 3   | 4   | 2   | 5   | 5   | 1466   | 5   |
| 3.   | Alexander Subkow   | Russland               | 8   | 7   | 4   | 4   | 1   | 16  | 7   | 1   | 1426   | 3   |
| 4.   | Steven Holcomb     | Vereinigte Staaten     | 2   | 1   | 3   | 5   | 8   | 17  | 11  | 5   | 1387   | 10  |
| 5.   | Simone Bertazzo    | Italien                | 9   | 6   | 5   | 1   | 3   | 5   | 15  | 8   | 1385   | 12  |
| 6.   | Thomas Florschütz  | Deutschland            | 4   | 2   | 6   | 10  | 15  | 7   | 6   | 2   | 1380   | 2   |
| 7.   | Pierre Lueders     | Kanada                 | 5   | 5   | 1   | 8   | 9   | 3   | 3   | –   | 1305   | –   |
| 8.   | Jānis Miņins       | Lettland               | 10  | 11  | 12  | 6   | 6   | 14  | 8   | 16  | 1128   | 7   |
| 9.   | Wolfgang Stampfer  | Österreich             | 3   | 3   | dsq | 9   | 5   | 13  | 16  | 10  | 1096   | 9   |
| 10.  | Patrice Servelle   | Monaco                 | 13  | 12  | 16  | 11  | 7   | 12  | 12  | 4   | 1096   | 11  |
| 11.  | Ivo Danilevič      | Tschechien             | 20  | 17  | 9   | 11  | 10  | 10  | 13  | 7   | 1020   | 6   |
| 12.  | Daniel Schmid      | Schweiz                | 12  | 13  | 9   | 16  | 12  | 9   | 14  | 14  | 1000   | 19  |
| 13.  | Edwin van Calker   | Niederlande            | 16  | 18  | 15  | 13  | 16  | 11  | 4   | 13  | 944    | dns |
| 14.  | Matthias Höpfner   | Deutschland            | –   | –   | –   | 7   | 11  | 4   | 1   | 3   | 921    | 4   |
| 15.  | Fabrizio Tosini    | Italien                | 18  | 14  | 13  | 15  | 13  | 18  | 17  | 12  | 832    | 15  |
| 16.  | Lyndon Rush        | Kanada                 | 10  | 10  | 8   | 14  | 20  | 25  | 18  | 20  | 816    | 13  |
| 17.  | Martin Galliker    | Schweiz                | 21  | 20  | 17  | 18  | 18  | 8   | 9   | 18  | 770    | 26  |
| 18.  | Jürgen Loacker     | Österreich             | 15  | 16  | 18  | 20  | 14  | 21  | 24  | 11  | 703    | 14  |
| 19.  | Mike Kohn          | Vereinigte Staaten     | 13  | –   | –   | 19  | 21  | 6   | 10  | 15  | 680    | 18  |
| 20.  | Jewgeni Popow      | Russland               | 17  | 23  | 19  | 22  | 17  | 24  | 19  | 17  | 563    | 8   |
| 21.  | Karl Angerer       | Deutschland            | 7   | 8   | 11  | –   | –   | –   | –   | –   | 464    | –   |
| 22.  | John Napier        | Vereinigte Staaten     | –   | 15  | 14  | –   | 25  | 23  | 20  | 21  | 436    | 16  |
| 23.  | Dmitry Abramovitch | Russland               | 23  | 22  | 23  | 16  | 19  | 26  | 22  | –   | 418    | dsq |
| 24.  | Nicolae Istrate    | Rumänien               | 22  | 19  | 25  | 21  | 23  | 19  | 24  | –   | 401    | 20  |
| 25.  | Martin Wright      | Vereinigtes Königreich | 25  | 26  | 24  | 25  | 26  | 20  | 21  | 23  | 377    | 24  |
| 26.  | Lee Johnston       | Vereinigtes Königreich | 24  | 25  | 22  | –   | –   | 22  | 26  | 19  | 307    | dns |
| 27.  | Mickael Serise     | Frankreich             | 19  | 21  | 20  | –   | –   | –   | 27  | 22  | 292    | –   |
| 28.  | Edgars Maskalāns   | Lettland               | –   | –   | –   | 23  | 22  | 15  | 23  | –   | 260    | 17  |
| 29.  | Dawid Kupczyk      | Polen                  | –   | –   | –   | –   | –   | 27  | 28  | 24  | 105    | –   |
| 30.  | John Jackson       | Vereinigtes Königreich | –   | –   | –   | 24  | 24  | –   | –   | –   | 90     | –   |
| 31.  | Stephan Bosch      | Vereinigte Staaten     | 26  | 23  | –   | –   | –   | –   | –   | –   | 86     | –   |
| 32.  | Grayson Fertig     | Vereinigte Staaten     | –   | –   | 21  | –   | –   | –   | –   | –   | 62     | –   |
| 33.  | Stefan Wassilew    | Bulgarien              | –   | –   | –   | –   | –   | –   | 29  | –   | 24     | –   |

## Gesamtstand und erreichte Platzierungen im Viererbob der Männer
| Rang | Bobpilot           | Land                   | CAL | PAC | LAP | COR | CES | STM | KÖN | WIN | Punkte | ALT |
| ---- | ------------------ | ---------------------- | --- | --- | --- | --- | --- | --- | --- | --- | ------ | --- |
| 1.   | André Lange        | Deutschland            | 2   | 2   | 5   | 5   | 3   | 7   | 1   | 1   | 1606   | 1   |
| 2.   | Alexander Subkow   | Russland               | 7   | 6   | 1   | 2   | 5   | 2   | 2   | 2   | 1593   | 2   |
| 3.   | Jānis Miņins       | Lettland               | 5   | 4   | 9   | 7   | 1   | 1   | 4   | 3   | 1538   | 7   |
| 4.   | Steven Holcomb     | Vereinigte Staaten     | 1   | 1   | 2   | 8   | 11  | 6   | 2   | 4   | 1534   | 6   |
| 5.   | Ivo Rüegg          | Schweiz                | 6   | 9   | 6   | 3   | 6   | 3   | 10  | 5   | 1408   | 5   |
| 6.   | Pierre Lueders     | Kanada                 | 3   | 3   | 3   | 1   | 8   | 5   | 6   | –   | 1345   | –   |
| 7.   | Martin Galliker    | Schweiz                | 12  | 16  | 11  | 9   | 2   | 4   | 13  | 11  | 1170   | 11  |
| 8.   | Jewgeni Popow      | Russland               | 4   | 5   | 4   | dsq | 4   | 18  | 15  | 6   | 1120   | 10  |
| 9.   | Thomas Florschütz  | Deutschland            | 8   | 10  | dsq | 5   | 9   | 11  | 7   | 7   | 1112   | 4   |
| 10.  | Dmitry Abramovitch | Russland               | 15  | 14  | 7   | 11  | 7   | 10  | 9   | –   | 984    | 9   |
| 11.  | Fabrizio Tosini    | Italien                | 16  | 12  | 10  | 12  | 10  | 26  | 16  | 14  | 884    | 14  |
| 12.  | Wolfgang Stampfer  | Österreich             | 9   | 15  | 13  | 15  | 16  | 22  | 22  | 12  | 816    | –   |
| 13.  | Daniel Schmid      | Schweiz                | 10  | 17  | dsq | 16  | 14  | 13  | 19  | 8   | 794    | –   |
| 14.  | Matthias Höpfner   | Deutschland            | –   | –   | –   | 4   | 13  | 9   | 5   | 15  | 752    | 3   |
| 15.  | Edwin van Calker   | Niederlande            | 19  | 20  | 16  | 17  | 21  | 21  | 14  | 9   | 714    | dns |
| 16.  | Ivo Danilevič      | Tschechien             | 20  | 23  | 15  | 10  | 19  | 19  | 20  | 16  | 678    | 12  |
| 17.  | Mike Kohn          | Vereinigte Staaten     | 21  | –   | –   | 14  | 20  | 12  | 11  | 10  | 650    | dns |
| 18.  | Jürgen Loacker     | Österreich             | –   | –   | –   | 12  | 15  | 8   | 8   | 17  | 640    | 8   |
| 19.  | Lee Johnston       | Vereinigtes Königreich | 13  | 18  | 18  | –   | –   | 16  | 17  | 13  | 584    | 13  |
| 20.  | Simone Bertazzo    | Italien                | 11  | 13  | 14  | 18  | 12  | –   | –   | –   | 576    | –   |
| 21.  | John Napier        | Vereinigte Staaten     | –   | 8   | 8   | –   | –   | 15  | 18  | –   | 504    | 18  |
| 22.  | Martin Wright      | Vereinigtes Königreich | 24  | 25  | 19  | 20  | 24  | 23  | 23  | 19  | 446    | 19  |
| 23.  | Lyndon Rush        | Kanada                 | 25  | 7   | dsq | 19  | 23  | 25  | 21  | dns | 434    | 16  |
| 24.  | Edgars Maskalāns   | Lettland               | –   | –   | –   | 21  | 17  | 14  | 12  | –   | 390    | 15  |
| 25.  | Nicolae Istrate    | Rumänien               | 22  | 21  | 20  | dsq | 22  | 20  | 24  | –   | 355    | 20  |
| 26.  | Patrice Servelle   | Monaco                 | 18  | 19  | –   | –   | 18  | 17  | –   | –   | 322    | 17  |
| 27.  | Mickael Serise     | Frankreich             | 23  | 24  | 21  | –   | –   | –   | 26  | 18  | 273    | –   |
| 28.  | Karl Angerer       | Deutschland            | 14  | 22  | 17  | –   | –   | –   | –   | –   | 256    | –   |
| 29.  | Stephan Bosch      | Vereinigte Staaten     | 17  | 11  | –   | –   | –   | –   | –   | –   | 224    | –   |
| 30.  | Dawid Kupczyk      | Polen                  | –   | –   | –   | –   | –   | 24  | 25  | 20  | 153    | –   |
| 31.  | Grayson Fertig     | Vereinigte Staaten     | –   | –   | 12  | –   | –   | –   | –   | –   | 128    | –   |
| 32.  | Stefan Wassilew    | Bulgarien              | –   | –   | –   | –   | –   | –   | 27  | –   | 32     | –   |

## Gesamtstand und erreichte Platzierungen in der Kombination der Männer
Die Übersicht zeigt den Endstand in der Kombination, also die Addition der im Zweier- und Viererbob erreichten Punkte.
| Rang | Bobpilot         | Land               |     | CAL | PAC | LAP | COR | CES | STM | KÖN | WIN | Punkte |
| ---- | ---------------- | ------------------ | --- | --- | --- | --- | --- | --- | --- | --- | --- | ------ |
| 1.   | André Lange      | Deutschland        | 2er | 1   | 4   | 2   | 2   | 2   | 1   | 2   | 9   | 3240   |
| 1.   | André Lange      | Deutschland        | 4er | 2   | 2   | 5   | 5   | 3   | 7   | 1   | 1   | 3240   |
| 2.   | Alexander Subkow | Russland           | 2er | 8   | 7   | 4   | 4   | 1   | 16  | 7   | 1   | 3019   |
| 2.   | Alexander Subkow | Russland           | 4er | 7   | 6   | 1   | 2   | 5   | 2   | 2   | 2   | 3019   |
| 3.   | Steven Holcomb   | Vereinigte Staaten | 2er | 2   | 1   | 3   | 5   | 8   | 17  | 11  | 5   | 2921   |
| 3.   | Steven Holcomb   | Vereinigte Staaten | 4er | 1   | 1   | 2   | 8   | 11  | 6   | 2   | 4   | 2921   |